# Ephemeridium
Ephemeridium là một chi rêu trong họ Ephemeraceae.